# Metz Congrès Robert Schuman
Le Metz Congrès Robert Schuman est un centre de congrès situé au centre-ville de Metz en Lorraine. Il doit son nom à l'homme politique français « père de l'Europe » Robert Schuman.

## Historique
L'ancien centre des congrès qui était implanté sur le site de Metz Expo était trop excentré, et n'était plus adapté aux besoins.
La construction du bâtiment a commencé fin 2015, et le centre a été ouvert en septembre 2018,,. Il a été réalisé par le cabinet d'architectes Wilmotte & Associés.

## Situation
Le centre est situé entre la gare de Metz-Ville et le Centre Pompidou-Metz.

## Caractéristiques
Le centre dispose d'un auditorium de 1 200 places et d'un espace d'exposition de 4 300 m2, ainsi que de salles de réunion modulables.
Les façades sont couvertes de 10 000 morceaux de pierre de Jaumont, pierre typique de la région.

## Principaux événements
Le centre a accueilli des évènements d'envergure régionale, nationale et internationale, dont des congrès scientifiques, des forums économiques et des salons professionnels.